# L.B. One
L.B. ONE, de son vrai nom Lianny Boudjadi, né le 14 juin 1988 à Paris (Île-de-France) est un DJ producteur Français de musiques électronique.

## Biographie
Dj et producteur avec plus de 80 millions de streams, il est à la tête de son propre label, "Bad Boys Make Noise".
Originaire de Saint Denis en banlieue parisienne, c’est à l’âge de 13 ans que L.B.ONE commence réellement à mixer et c’est en 2003 âgé de 15 ans qu’il choisira définitivement sa voie : la musique électronique.
En janvier 2012 avec le Dj producteur Datamotion, il crée son propre label Mynt Records et sort avec celui-ci le titre Tsunami, qui sera classé parmi les titres les plus joués des discothèques en Europe.
À la suite de cela, 2013 va marquer un tournant dans sa carrière. Il part pour la première fois mixer à Ibiza et aura sa plus grande révélation musicale : la Deep house.
Dès son retour à Paris, il composera le morceau Love Control qui lui ouvrira les portes de Radio FG dont il est jusqu'à présent l'un des DJ's résident. Au mois de juin 2014 il sortira son 1er album intitulé 1988.
En 2016, il crée "Across The Water" en featuring avec Laenz et sera numéro un des "charts" radios en Russie, puis en Ukraine et se classera dans les Tops 10 de nombreux charts Européens. 
Artiste solo Français le plus diffusé des radios Russe en 2018, il sort dans la foulée son single «Tired Bones» qui sera numéro un cette fois-ci dans tous les pays de l’Est (Russie CIS) et dont le clip comptabilise à ce jour plus de 12 Millions de vues sur Youtube. 
2020, il sort un single reprenant un chant de la célèbre série "The Vikings" et se hissera dans les charts de plus prestigieux classement au monde "Billboard Dance" pendant 10 semaines consécutives cumulant à ce jour plus de 30 millions de streams sur Spotify et le nombre incroyable de 200 millions de vues TikTok.  

## Discographie

### Singles
2011
- Pop corn [Arrested Records][4]

2012
- Psyko [Lukes club Records]
- Love U More [Pizunda Recordings]
- Love Avenue [R-inc studio Records]
- Back to Monarchy [Mynt Records]
- Tsunami (feat. Datamotion) [Arrested Records]
- Bad Habit [Arrested Records]
- Night Dreaming (feat. Fey B) [Dj Center Records]

2013
- Over the Drop (feat. Datamotion) [Entraxx Records]
- To the Stars (feat. Scarlett Quinn) [Mynt Records]
- Freakin' Night [Pop Rox Muzik]
- OMG [Pop Rox Muzik]
- Ibiza Morning [Mynt Records]
- Love Control [Mynt Records]

2014
- Equinox [Lukes club Records]
- Can Get You [Lukes club Records]

2015
- Jam For Me [Space Party]
- Insane [Space Party]

2016
- Slow Down ft Amy Kirkpatrick [Space Party]
- Summer Vibe (ft Simon Erics) [Space Party]
- Across The Water (ft Laenz) [Happy Music]

2017
- Tired Bones ft Laenz [Happy Music]

2018
- Trust Me ft Laenz [Happy Music]
- We Own This ft Filatov & Karas [Happy Music]
- Rue des Abbesses [Happy Music]

2019
- French Lover ft Joss Bari [Happy Music]
- Chilly [Happy Music]

2020
- Origin (Pt. I) [Happy Music]
- Origin (Pt. II) [Happy Music]
- She's On Your Phone [Happy Music]
- Anybody Else But You [Happy Music]
- My Mother Told Me ft Datamotion & Perly I Lotry [Happy Music]
- Breakdown [Happy Music]
- Barbès [RUN DBN]
- 2021 [Bad Boys Make Noise]

2021
- Each Must Die Someday ft Datamotion & Perly I Lotry [Happy Music]
- Wellerman ft Datamotion & Perly I Lotry [Happy Music]
- Feel Alive ft Laenz [Happy Music]
- Aravibe [Bad Boys Make Noise]
- Space ft Sonny Wilson [Bad Boys Make Noise]

2022
- Careless Whisper ft Datamotion & Ebisu [Happy Music]
- Addictive [Happy Music]
- Tapion [Happy Music]
- Babylon [Happy Music]

2023
- She's Like the Wind [Happy Music]
- Guarda Che Luna [Yep Records]
- Ring the Alarm [BBMN]
- Prohibition [BBMN]
- Cleopatra (Again) ft David Vendetta [BBMN]

### Albums
2014
L.B. One - 1988 (The Album) [Space Party]
- Intro
- Blood, Toils, Tears & Sweat (Album Version)
- Love Control
- Question For You (Edit Mix)
- Jam For Me (feat. Bash)
- I'm Addicted (feat. Olivia)
- Insane (Extented Mix)
- Ibiza Morning
- Odeon Sax
- Love Avenue
- Can Get You
- There Will Be No More (feat. Ms King)

2016
L.B. One - Middle Of Nowhere (EP) [Mynt Records / Space Party]
- Middle Of Nowhere (Intro)
- Slow Down ft Amy Kirkpatrick
- People Say ft Viktoria WindLord
- Make Me High
- Summer Vibe ft Simon Erics
- Slow Down (Hip Hop Version) ft Amy Kirkpatrick & Ellis Bailey

2018
L.B. One - Lonely [Mynt Records / Happy Music]
- Universe (Intro)
- Tired Bones
- Higher Than The Sun
- Rue des Abbesses
- Feelings
- You
- Trust Me
- Come Over
- Across The Water
- Someone Special
- We Own This
- LT
- So Long
- Keep On Running
- Done with U (Outro)